# Omalodes laevinotus
Omalodes laevinotus är en skalbaggsart som beskrevs av Sylvain Auguste de Marseul 1853. Omalodes laevinotus ingår i släktet Omalodes och familjen stumpbaggar. Inga underarter finns listade i Catalogue of Life.